# Rudolf Schenker
Rudolf Schenker (sinh ngày 31 tháng 8, năm 1948) là một nghệ sĩ ghita người Đức và là thành viên sáng lập của nhóm nhạc heavy metal Scorpions, và đang là cây ghita đệm/ghita chính kiêm sáng tác của nhóm.
Sau khi bắt đầu cùng với Fener Stratocaster, Schenker được biết đến như là người chủ yếu chơi loại ghita Gibson Flying V, và gần đây là loại Dean V. Trong album DVD Acoustica, người ta thấy anh chơi một cây Flying V được Dommenget chế tạo riêng cho anh. Hiện tại anh vẫn chơi cây Dean acoustic V.
Trong một bài phỏng vấn trên video 'World Wide Live', anh đã đề cập đến mục tiêu của anh không phải là trở thành một tay ghita tuyệt nhất hay là tay ghita nhanh nhất, nhưng mà trở thành một người viết nhạc và hòa âm giỏi.
Trong hầu hết các bài hát của Scorpions, phần ghita solo được chơi bởi cây ghita Matthias Jabs, nhưng có một số ngoại lệ, như bài "Wind of Change", "Still Loving You", "As Soon As The Good Times Roll", "Through My Eyes" và "Big City Nights".
Người em trai của Rudolf, Michael Schenker cũng từng là thành viên của ban nhạc Scorpions trong những năm tháng đầu tiên của ban nhạc này.